# مقداد يالجن
البروفيسور مقداد يالجن (بالتركية: Mikdad Yalçin)‏ ـ (ولد سنة 1937) هو مفكر تربوي إسلامي وأستاذ جامعي تركي. تقاسم جائزة الملك فيصل العالمية في الدراسات الإسلامية سنة 1988 مع المصري محمد قطب. توفي يوم 15 نوفمبر 2020.

## حياته وتعليمه
وُلِد مقداد يالجن محمد علي في قرية بنيجة يايلادغي هتاي بمحافظة أنطاكية في تركيا سنة 1356 هـ/1937 م.
بدأ يالجن الدراسة في بلاده، حيث تعلم القرآن الكريم ومبادئ اللغة العربية بمدرسة تحفيظ القرآن في أنطاكية، ثم درس في مدارس سوريا المتوسطة، قبل أن ينتقل إلى مصر حيث التحق بالثانوية الأزهرية، ثم بكلية أصول الدين بجامعة الأزهر، ثم كلية دار العلوم بجامعة القاهرة، حيث حصل على درجة الليسانس في اللغة العربية والعلوم الإسلامية سنة 1967، ثم على درجة الماجستير سنة 1971.
نال يالجن درجة الدكتوراه سنة 1976 م، كما حصل على الدبلوم العامة والدبلوم الخاصة في التربية من جامعة عين شمس. ثم عاد إلى تركيا ودرَّس في كلية الإلهيات بجامعة أنقرة.
في سنة 1400 هـ/1980 م، صار يالجن عضوًا بهيئة تدريس قسم التربية بكلية العلوم الاجتماعية بجامعة الإمام محمد بن سعود الإسلامية، وترقّى فيها إلى مرتبة الأستاذيّة.

## انطلاقاته البحثية

### في مجال التربية
بدأ مقداد يالجن بالبحث في المجال التربوي عام 1969م عندما كان طالبًا في كلية التربية في جامعة عين شمس، وكان أول بحث له في هذا المجال بعنوان: ( التربية في القرآن الكريم ).

### في مجال واجبات الأسرة التربوية و جوانب التربية الإسلامية
بدأ التجربة التجربة البحثية في هذا المجال عام 1971م، عندما قام مقداد يالجن بتأليف كتاب بعنوان: (البيت الإسلامي كما ينبغي أن يكون )، واستعرض في هذا الكتاب أهم جوانب التربية الإسلامية للأولاد، وهي: التربية الصحية، والتربية العاطفية، والتربية الخلقية، والتربية الاجتماعية، والتربية العقلية، والتربية الروحية، ويستشهد لذلك ببعض الأيات القرانية والأحاديث النبوية وبعض أقوال العلماء.

### في مجال الدراسات الأخلاقية
اهتم يالجن بالدراسات الأخلاقية من منظور إسلامي، وله دراسة في هذا المجال بعنوان: ( الاتجاه الأخلاقي في الإسلام دراسة مقارنة )، صدرت عام 1973م، وكانت هذه الدراسة في ضوء القرآن والسنة والتراث الإسلامي، فكانت دراسة تأصيلية لنظرية الأخلاق.

### في مجال التربية الأخلاقية
انطلق يالجن في البحث في هذا المجال من إدراكه لأهمية الأخلاق في حياة الأفراد والجماعات والأمم، وله في هذا المجال تجربة تأصيلية للتربية الأخلاقية يبرز من خلالها التربية الأخلاقية الإسلامية المتميزة عما سواها، وكانت هذه تجربة أول بحث مستقل في هذا المجال، وقد جاء معتمدًا على توجيهات الآيات القراآنية والأحاديث النبوية، وقد طبع هذا البحث عام 1977م بعنوان: ( التربية الأخلاقية الإسلامية ).

### في مجال علم النفس
درس يالجن علم النفس من منظور إسلامي، وقد ركز على الدوافع الفطرية أو التي تسمى بالدوافع (الأولية) للطبيعة الإنسانية والسلوكيات الناشئة عنها في ضوء توجيهات القرآن الكريم والسنة النبوية، وتمكن بعد ذلك من تفسير تلك السلوكيات الإنسانية في ضوئها.

## مؤلفاته
للبروفيسور يالجن مؤلفات كثيرة، بعضها في مجال التربية الإسلامية، وبعضها في مجالات قريبة منه. وقد نشـر له حوالي ستين كتابًا، معظمها باللغة العربية وبعضها بالتركيّة، إلى جانب عدد كبير من البحوث والمقالات.
من كتبه باللغة العربية:
- جوانب التربية الإسلامية.
- أهداف التربية الإسلامية وغاياتها.
- دليل التأصيل الإسلامي للتربوي.
- دور التربية الإسلامية في بناء الفرد والمجتمع والحضارة.
- علم النفس التربوي في الإسلام (بالاشتراك مع يوسف مصطفى القاضي).
- معالم بناء نظرية التربية الإسلامية.

## دراسات عنه
اهتمت إحدى الدراسات بفكر مقداد يالجن، وهي عبارة عن بحث قدم للحصول على درجة الماجستير بجامعة صنعاء، وعنوانها: ( الفكر التربوي عند مقداد يالجن )، من إعداد الباحث: رشاد قائد مهدي أحمد. عام 2009م.